# 淀橋市場

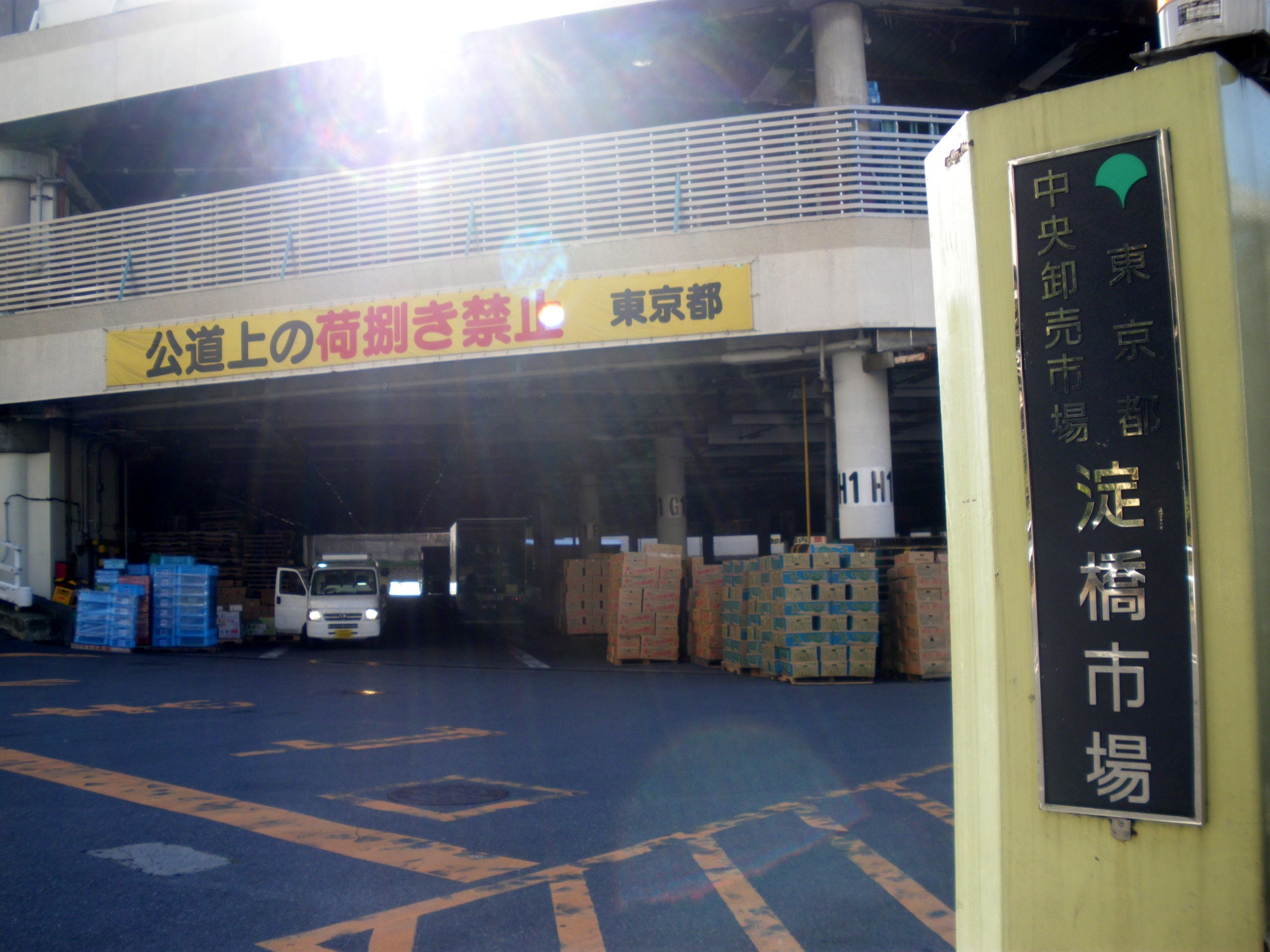
淀橋市場

淀橋市場（よどばししじょう）は、東京都新宿区に所在する市場。11ある東京都中央卸売市場の一つ。

## 概要
新宿区北新宿四丁目2番1号のJR中央本線や小滝橋通り沿いに位置する。かつての淀橋区役所の隣接地である。東京都中央卸売市場のなかでは青果市場としての規模は大田市場、豊洲市場に次ぐ。

## 沿革
関東大震災後人口が急増し、狭隘化した各地民営食品市場を既存の公設卸売市場であった築地本場・神田分場・江東分場だけでは収容できなかったため、1932年（昭和7年）に東京市は新たに4つの分場を開設する「第二次分場建設計画」を策定、これに基づいた分場の一つとして計画され、周辺の民設13市場を糾合して1939年（昭和14年）に淀橋分場として開場した。
2008年（平成20年）まで松原分場があったが、世田谷市場に統合されている。